# Historia salonitana maior
Historia salonitana maior (HSM) ime je za nadopunu i preradu srednjovjekovne kronike iz 13. stoljeća Historia salonitana splitskog kroničara Tome Arhiđakona (o. 1200. – 1268.), nepoznata autora, čija se najranija kompilacija datira u početak 16. stoljeća. Obuhvaća događaje do 1185. godine te dodaje unose o prvom hrvatskom kralju, splitskim crkvenim saborima iz 925. i 928. godine te nekoliko papinskih pisama, primjerice ono pape Ivana X. kralju Tomislavu i knezu Mihajlu, slavenskom bogoslužju, kao i opis nasilne smrti hrvatskog kralja Zvonimira.
Postoji nekoliko latinskih prijepisa tog djela, a među važnijima su rukopis koji se nalazi u arhivu Congregatio de propagande fide s početka 16. stoljeća i dva Barberinska rukopisa, oba s početka 17. stoljeća, koja se čuvaju u Biblioteca Apostolica Vaticana u fondu Barberini. Ostalih šest rukopisa izvedenice su navedena dva.
O porijeklu, nastanku i vjerodostojnosti ove kompilacije postoje različita mišljenja u hrvatskoj historiografiji. Hrvatska povjesničarka Nada Klaić vjeruje da je ta kompilacija nastala u 14. stoljeću, a najzanimljivi joj je dio koji uključuje Pactu conventu, a koji se nalazi u poglavlju pod naslovom »Kako i kojim sporazumom su se predali Hrvati kralju Ugarske« (Qualiter et cum quo pacto dederunt se Chroates regi Hungariae) i dio je Trogirskog rukopisa Historije salonitane iz 14. stoljeća.